# 九野ひなの
九野 ひなの（くの ひなの、2001年5月25日 - ）は、日本のAV女優。ティーパワーズ所属。

## 来歴
2022年9月、「MOODYZ」専属女優としてAVデビュー。デビュー時の肩書は「現役女子大生」であった。
2022年11月、キャンペーン企画『みんなあつまれ! MOODYZキャンペーン2022 桃組! 白組! 応援だ! 貴方の投票待ってるゾ♡Special』にMOODYZキャンペーンガール・桃組の一員として参加。
2024年3月には、『みんなあつまれ! MOODYZキャンペーン2024 No.1よりOnly One! チームMOODYZはずっとずっと満開だぞSpecial』にMOODYZキャンペーンガールの一員として参加し、4月には、河北彩伽、石原希望、未歩なな、北野未奈と共にFANZAのキャンペーン企画『GW大感謝祭2024』のキャンペーンガールに選出された。
同年9月15日には、埼玉県・しらこばと水上公園で開催されたプール撮影会『TREND GIRLS 撮影会 2024』内で行われたファッションショー「TREND GIRLS ファッションショー」に参加しランウェイを歩いた。
2025年5月4日、埼玉県・しらこばと水上公園で行われたプール撮影会『TREND GIRLS撮影会2025』に参加。

## 人物
何か新しいことを始めたいと考えていた時に、AV女優ならできるんじゃないかと思い、好奇心旺盛な性格も手伝って業界へ飛び込みデビューに至った。2022年時点では福岡県在住で、撮影の度に上京している。
初体験は16歳の時。相手は当時付き合っていた他校に通う彼氏で、場所は親のいない放課後の彼の家。初セックスは痛くて気持ち良くなかったが、2回目からは痛さがなくなり普通に気持ち良くなったと当時を振り返っている。プライベートでの経験人数は3人で全員同学年の彼氏。
好きな外見のタイプは特に無いが、これまで付き合っていた男性は細身で色白の優しい性格の人だったという。また、最近は自分を優しくリードしてくれる男性に惹かれると語っている。
肌を褒められることも多いが、気を付けていることは特になく、肌の保湿をしていることくらいだという。
AVライターのさおりは「万人受けするルックスとGカップボディ」と容姿を論評している。

## 作品
◎はBD版発売作品。

### アダルトDVD / BD
- 新人 現役女子大生 専属 九野ひなの AV Debut!（9月6日、MOODYZ）◎
- ぜーんぶ初体験!! セックス開発 3本番Special!! 九野ひなの（10月4日、MOODYZ）◎
- 初めてのお泊りデート 手を繋いで、キスして、笑って、その後、時を忘れて絡み合う濃密セックス 九野ひなの（11月1日、MOODYZ）◎
- 爽やかな笑顔とはギャップすぎる濡れ染みパンチラで全力誘惑してくる小悪魔生徒会長 九野ひなの（12月6日、MOODYZ）◎

- エビ反りギュイン! 絶頂531回痙攣9213回イキ潮79300cc極快Special 禁欲アクメオーガズム 1カ月焦らされ24時間ぶっ通しデカチンFUCK 九野ひなの（3月7日、MOODYZ）◎
- 色白ビンカンGカップで濃厚ご奉仕 現役名門女子大生のドキドキ初体験ソープ 九野ひなの（5月2日、MOODYZ）◎
- 「もう射精してるってばぁ!」状態でも何度もヌイてくる巨乳家庭教師 九野ひなの（6月6日、MOODYZ）◎
- 同窓会NTR 大学時代のゲス元カレと結婚直前ネトラレ ダメと言いながらカラダは拒絶しなかった婚約者。 九野ひなの（7月4日、MOODYZ）◎
- 愛液びっしょりハメ潮ブッシャー! 瞬ビク性感開発オイルマッサージ 敏感オッパイ激揉みポルチオ同時突きで大・痙・攣 九野ひなの（8月1日、MOODYZ）
- おしゃぶり覚醒 じゅッぽベロンッ! 竿玉アナル舐め尽くし本気のフェラでイカせまくってアゲル 九野ひなの（9月5日、MOODYZ）◎
- 生意気な幼なじみの後輩と5日間のツンデレ同棲生活 九野ひなの（10月3日、MOODYZ）◎
- 担任教師の僕は生徒の誘惑に負けて放課後ラブホで何度も、何度も、セックスしてしまった… 九野ひなの（11月7日、MOODYZ）◎
- 出張先（福岡）で出会った取引先の女上司と飲んで終電逃して相部屋 朝まで博多弁で甘々に痴女られ13発絞り取られる密着汗だく交尾 九野ひなの（12月5日、MOODYZ）◎

- 僕のオナ禁を知った彼女の友人でナースの九野さんに焦らし見つめフェラチオ 美白おっぱい授乳手コキ デカ尻杭打ち騎乗位で溜まる・暴発を繰り返させられる無限ループ射精管理5日間 九野ひなの（1月2日、MOODYZ）
- 痴漢チャンスデー 入試の朝… 受験生は好き放題に犯されても騒ぎに出来ない…! 九野ひなの（2月20日、MOODYZ）◎
- 同棲婚約中の息子の家に泊まったら… 息子のカノジョの無自覚おっぱい誘惑に我慢できずに… コンドーム1箱10回分使い切るまで何度も何度もSEXしまくった。 九野ひなの（3月19日、MOODYZ）
- 男を狂わせる小悪魔ベロキスで涎だらだら密着! 唾液まみれで舐め吸いイチャイチャ溺れイキ回春リフレ 九野ひなの（4月16日、MOODYZ）
- 潮だく汗だく限界オーガズム 交わる全汁。キメセク乱交 九野ひなの（5月21日、MOODYZ）
- ソープ部を新たにつくった生徒会長ひなのちゃんがエッチな衣装で大奮闘! 発射無制限サービス 九野ひなの（6月18日、MOODYZ）
- 一度射精しても、見つめて囁きヌイてくれる回春エステ 九野ひなの（7月16日、MOODYZ）◎
- たまにの方言にキュン! 眩しい笑顔に恋する! 九野ひなの1周年! ファーストベスト12時間!!（7月16日、MOODYZ）※単体ベスト
- 美ま●こから溢れ続ける白濁本気汁クンニ絶頂フルコース 九野ひなの（8月20日、MOODYZ）◎
- いつも標準語のひなの先生、欲情すると方言淫語で痴女ってきて僕の恋人が近くにいても14発搾精させてくる巨乳女教師 博多弁卑語NTR 九野ひなの（9月17日、MOODYZ）

### アダルトVR
- 「やっとSEXできた…!」 ずっと憧れていた九野ひなのちゃんとイチャラブ2SEX6射精8K高画質SPECIAL 目線 & キスずれほぼなし! 揺れまくりG乳&福岡弁に胸キュン! 初めてだけどパーフェクトクオリティ!!（2024年4月24日、MOODYZ）

### イメージDVD / BD
2023年
- ALL NUDE 九野ひなの（10月24日、Aircontrol）◎ ※DVD版とBD版でジャケット写真が異なる。

2024年
- Hinano 麦わら帽子と恋心 九野ひなの（2月8日、REbecca）◎
- 今夜君と3回目のラブシーン 九野ひなの（10月8日、FAIR & WAY）◎

2025年
- Hinano2 くのひな まにあくす 九野ひなの（1月23日、REbecca）◎

### 写真集
- 九野ひなの1st写真集『ウノ』（2023年9月8日、ジーオーティー、撮影：上野勇） [15] ISBN 978-4-8236-0522-2
- 九野ひなの写真集 『mellow』（2024年7月25日、双葉社、撮影：LUCKMAN）[16] ISBN 978-4-575-31899-9

### デジタル写真集
- 九野ひなの 全部脱いでもよかと?（10月7日、小学館、撮影：ICHI）[11]
- みんなあつまれ MOODYZキャンペーン2022 Special Photo Book（11月4日、FANZA BEAUTY COLLECTION）※AVメーカー『MOODYZ』出演女優32名の撮り下ろし写真を収録。FANZA限定配信。

- 九野ひなの 好いとうよ vol.1 FRIDAYデジタル写真集（9月15日、講談社、撮影：小池大介）
- 九野ひなの 好いとうよ vol.2 FRIDAYデジタル写真集（9月15日、講談社、撮影：小池大介）
- 九野ひなの 好いとうよ vol.3 大ボリューム100カット超完全版 FRIDAYデジタル写真集（9月15日、講談社、撮影：小池大介）
- 乳恋白書 九野ひなの（11月23日、徳間書店、撮影：鈴木ゴータ）

- みんなあつまれ MOODYZキャンペーン2024 スペシャルフォトブック（3月15日、FANZA BEAUTY COLLECTION）※FANZA『みんなあつまれ! MOODYZキャンペーン2024』キャンペーンガール16名の撮り下ろし写真を収録。FANZA限定配信。
- GW大感謝祭2024 Special Photo Book（4月26日、FANZA BEAUTY COLLECTION）※FANZA『GW大感謝祭2024』キャンペーンガール5名によるオリジナルフォトブック。FANZA限定配信。
- 九野ひなの のぼせもん vol.1 週刊現代デジタル写真集（5月30日、講談社、撮影：吉場正和）
- 九野ひなの のぼせもん vol.2 週刊現代デジタル写真集（2024年5月30日、講談社、撮影：吉場正和）
- 九野ひなの のぼせもんvol.3 大増量版100ページ超 週刊現代デジタル写真集（5月30日、講談社、撮影：吉場正和）
- ＃Escape 九野ひなの（6月14日、ジーオーティー、撮影：manimanium）
- 九野ひなの ギューってして? 週刊現代デジタル写真集【プレミアムヌードシリーズ】（8月26日、講談社、撮影：早川達也）
- MOODYZ COLLECTION vol.2（12月24日、a-list photo anthology）※MOODYZ専属女優によるオムニバス写真集。

- あいらしゅうて、ばりエッチ 九野ひなの（5月15日、フェア出版）

## 製品

### カレンダー
- 九野ひなの 2024年カレンダー（2023年10月28日、SUNCARAT）
- 卓上 九野ひなの 2024年カレンダー（2023年10月28日、SUNCARAT）
- 九野ひなの 2025年カレンダー（2024年10月26日、トライエックス）
- 卓上 九野ひなの 2025年カレンダー（2024年10月26日、トライエックス）

## 出演

### テレビ
- 月ともぐら（2023年7月14日 - 8月11日、テレビ東京）